# Piazza Indipendenza (Paternò)
La piazza Indipendenza di Paternò, in provincia di Catania, è una delle maggiori piazze del centro storico della città siciliana, e una di quelle maggiormente frequentate dagli abitanti.

## Storia e descrizione
Detta anticamente piazza Canali, in quanto sorge in un'area attraversata da alcuni canali di acque delle sorgenti vicine. Fino agli ultimi decenni del XIX secolo, la piazza era percorribile dal lato nord al sud mediante un ponte che sovrastava un canale di acque, molto simile a quelli veneziani. 
La zona si sviluppò verso la seconda metà del XVI secolo, periodo in cui furono edificati i primi edifici civili e religiosi nella "parte bassa" della città. Tra questi vi furono la chiesa di San Domenico (1562) e il Monastero della Santissima Annunziata (1662), e l'urbanizzazione dell'area che si intensificò dopo il 1693, fece prendere forma all'attuale piazza.
La piazza fu per molti decenni luogo di ritrovo degli intellettuali e dei dotti della città, fatto testimoniato dalla fondazione nel 1634 dell'Accademia dei Rinnovati della Fenice, che ebbe sede nella chiesa di San Domenico. Assunse l'attuale denominazione dopo l'Unità d'Italia.
Gli edifici in essa situati, nell'arco di tre secoli hanno subito delle lievi variazioni architettoniche, con opere di recupero e di restauro, conservando comunque intatto il loro aspetto. Importante è la presenza di palazzi storici, in passato dimore delle più illustri famiglie della borghesia cittadina, di apprezzabile valore architettonico, perlopiù rifacente allo stile liberty con elementi barocchi, rinascimentali e neoclassici, come il Palazzo Cutore. Oltre agli edifici religiosi e civili, vi si trova anche un monumento votivo a Santa Barbara realizzato dopo il terremoto di Messina del 1908 da Michele Cannavò, che rappresenta due angeli marmorei che tengono sospesa una corona sull'immagine a pittura della Santa patrona, illuminati nelle ore notturne.
Nella sua ala ovest, nel tratto che va dall'ex monastero fino alla parte che incrocia con la via Teatro, si presenta con forma rettangolare, mentre nel tratto successivo, che porta alla via Vittorio Emanuele, è più larga e con forma più o meno quadrangolare. Nell'ala est, apre nella parte superiore alla via Garibaldi, e nella parte inferiore alla via Roma.